# Limnebiont
Limnebiont (gr. límne – jezioro) – gatunek żyjący w jeziorach (strefa limnalu), raczej nie występuje w innych typach wód, przystosowany do życia w jeziorze i siedliskach jeziornych. Wśród limnebiontów jest wiele gatunków ryb, skorupiaków, mięczaków czy owadów wodnych (np. Cyrnus flavidus, Cyrnus crenaticornis, Holocentropus dubius, Erotesis baltica).
W szerszym i przestarzałym sensie limnobiont to organizm słodkowodny, mieszkaniec wód słodkich czyli strefy limnetycznej.
W węższym znaczeniu limnebiont to gatunek typowy dla jezior.
Zobacz też: limnefil, limneksen, klasy wierności